# Rhagodera tuberculata
Rhagodera tuberculata là một loài bọ cánh cứng trong họ Zopheridae. Loài này được Mannerheim miêu tả khoa học năm 1843.